# Narcos
Narcos je ameriška kriminalistična televizijska serija, ki so jo ustvarili in producirali Chris Brancato, Carlo Bernard in Doug Miro. Dogajanje se odvija v Kolumbiji in sledi zgodbi kolumbijskega narkoterorista in mamilarskega vodje Pabla Escobarja, ki je obogatel s proizvodnjo in distribucijo kokaina. Dotakne se Escobarjevih odnosov z drugimi kolumbijskimi mafijci, agenti ameriškega Urada za boj proti drogam (DEA) in nasprotniki. Po padcu Escobarjevega imperija serija sledi DEI, ki poskuša ustaviti vzpon zloglasnega kartela Cali.
Vsaka sezona obsega 10 epizod. Prva sezona je izšla 28. avgusta 2015 ekskluzivno na pretočni storitvi Netflix. Druga sezona je izšla 2. septembra 2016, tretja 1. septembra 2017, načrtovano četrto sezono pa so režiserji preoblikovali v prvo sezono nove Netflixove serije z naslovom Narcos: Mexico, ki je izšla 16. novembra 2018. Nova serija se odvija v osemdesetih letih 20. stoletja v Mehiki.

## Sezone
| Sezona | Št. epizod | Prvotno predvajana |
| ------ | ---------- | ------------------ |
| 1      | 10         | 28. avgust 2015    |
| 2      | 10         | 2. september 2016  |
| 3      | 10         | 1. september 2017  |

## Zgodba

### 1. sezona
Prva sezona sledi življenju Pabla Escobarja od poznih 70-tih let prejšnjega stoletja, ko je začel proizvajati kokain, do julija 1992. Zgodba se odvija iz perspektive ameriškega agenta Urada za boj proti drogam Steva Murphyja, ki dela v Kolumbiji. Serija prikazuje začetke Escobarjevega delovanja v kolumbijski trgovini s kokainom. Bil je uveljavljen trgovec na črnem trgu v Medellínu in v Kolumbijo prevažal tovornjake z nezakonitim blagom v času stroge prepovedi, ko je spoznal Matea »Ščurka« Morena, čilskega izgnanca in proizvajalca drog. Moreno je predlagal skupno poslovanje, pri katerem je Moreno proizvajal, Escobar pa distribuiral novo, dobičkonosno drogo: kokain.
Moreno in Escobar proizvodnjo razširita izven majhnega laboratorija za procesiranje kokaina in zgradita večje laboratorije v deževnem gozdu. S pomočjo Carlosa Lehderja svoj izdelek v večjih količinah prepeljeta v Miami, kjer zaslovi med bogatimi in slavnimi. Pablo kmalu razvije večje laboratorije in odkrije obsežnejše distribucijske poti v ZDA, da bi zadovoljil naraščajoče povpraševanje. Ker je kokain postal pomembna droga na ameriškem trgu in povečal pretok ameriških dolarjev v Kolumbijo ter v ZDA stopnjeval nasilje, povezano z drogami, Američani v Kolumbijo pošljejo delovno skupino iz DEE, da se loti problema. Javier Peña postane Murphyjev partner. Namen delovne skupine je delo s Kolumbijskimi oblastmi, ki jih vodi polkovnik Carillo, da se konča pretok kokaina v ZDA. Sezona se konča z Escobarjevim pobegom iz zapora.

### 2. sezona
Druga sezona se nadaljuje, kjer se je končala prva. Vojaki na obrobju zapora La Catedral vidijo Escobarja s spremstvom, vendar se ga preveč bojijo, da bi ga aretirali. Amerika na ambasado pošlje novega ambasadorja, ki vključi CIO. Sprva Escobar ne doživi velikih sprememb, saj mu je kartel še vedno zvest, a zvestoba prične upadati, ker Escobar za skrivanje pred vlado potrebuje več časa in sredstev. Da ga ne bi opazili, uporablja trike, kot je vožnja po mestu v prtljažniku taksija in izkoriščanje mladih opazovalcev, ki mu poročajo o gibanju policije.
Na začetku se Escobar zlahka prilagodi novemu življenju. Lokalni skupnosti daje denar, hkrati pa neusmiljeno pobija vse, ki se poskusijo ločiti od njegovega imperija. Kolumbijska policija se hudo spopada z Escobarjem, kar v Kolumbiji povzroči visoko napetost in nemir. Escobarjevi nasprotniki iz kartela Cali sklenejo nepričakovano zavezništvo z izzobčenimi člani njegovega kartela in s protikomunistično paravojaško skupino, ki jo podpira CIA. Agent Peña skrivoma sodeluje s to skupino, ki ubija člane Pablove organizacije pod imenom Los Pepes.
Escobar postane ubežnik, ko ujamejo vodilna člana njegovega kartela, ki ga nato izdata. S telesnim stražarjem se skrijeta v varno hišo, kjer Pablo praznuje svoj štiriinštirideseti rojstni dan. Ko poskusi vzpostaviti stik z družino, ga DEA in vojska izsledita s pomočjo radijske triangulacije in ga na strehah stisneta v kot. V streljanju Pabla zadenejo dvakrat, kolumbijski policist Trujillo pa ga, kljub temu da rane niso bile smrtne, usmrti vzklikajoč Viva Colombia!
Escobarjeva žena Tata prosi kartel Cali za pomoč pri zapustitvi države. Peña se v pričakovanju kazni disciplinske komisije zaradi sodelovanja s skupino Los Pepes vrne v ZDA, kjer ga presenetijo s prošnjo, naj zagotavlja obveščevalne podatke proti kartelu Cali, kar namiguje na njegovo prihodnje sodelovanje z DEO.

### 3. sezona
Zgodba tretje sezone se odvija po smrti Pabla Escobarja in prikazuje boj DEE proti kartelu Cali. Ker Escobar ni več ovira, je poslovanje kartela v razcvetu zaradi novih trgov v ZDA in drugod. Vodja kartela Gilberto Rodríguez Orejuela oznani presenetljivo novico, da bodo v šestih mesecih popolnoma opustili trgovanje s kokainom in se osredotočili na poslovanje na legalnem področju. Ta odločitev v kartelu prejme mešane odzive.

## Igralska zasedba

### Glavne osebe
- Wagner Moura kot Pablo Escobar, kolumbijski mamilarski kralj in vodja medellínskega kartela (1. in 2. sezona)
- Boyd Holbrook kot Steve Murphy, agent Urada za boj proti drogam, čigar naloga je ustaviti Escobarja (1. in 2. sezona)[3]
- Pedro Pascal kot Javier Peña, agent Urada za boj proti drogam, čigar naloga je ustaviti Escobarja in v 3. sezoni kartel Cali (1.–3. sezona)
- Damián Alcázar kot Gilberto Rodríguez Orejuela, vodja kartela Cali in eden izmed Escobarjevih glavnih nasprotnikov (2. in 3. sezona)
- Joanna Christie kot Connie Murphy, Stevova žena, ki v lokalni bolnišnici dela kot medicinska sestra (1. sezona, ponavljajoči se lik v 2. sezoni)
- Maurice Compte kot polkovnik Horacio Carillo, kolumbijski načelnik policije in poveljnik Search Bloc-a (1. sezona, ponavljajoči se lik v 2. sezoni)[4][5]
- Alberto Ammann kot Hélmer »Pacho« Herrera, kolumbijski mamilarski kralj in vodilni član kartela Cali (2. in 3. sezona, ponavljajoči se lik v 1. sezoni)
- André Mattos kot Jorge Ochoa, ustanovni član in bivši vodja Medellínskega kartela (1. sezona)
- Roberto Urbina kot Fabio Ochoa, vodilni član medellínskega kartela (1. sezona)
- Diego Cataño kot Juan Diego "La Quica" Díaz, morilec, ki ga redno najame medellínski kartel, zasnovan na podlagi Dandenyja Muñoza Mosquere (1. sezona, ponavljajoči se lik v 2. sezoni)
- Jorge A. Jimenez kot Roberto "Strup" Ramos, morilec, ki ga najame medellínski kartel, zasnovan na podlagi Johna Jaira Ariasa Tascóna (1. sezona, gost v 2. sezoni)
- Paulina Gaitán kot Tata Escobar, Escobarjeva žena s polnim imenom Maria Victoria Henao (1. in 2. sezona)

- Paulina García kot Hermilda Gaviria, Escobarjeva mati in bivša učiteljica (1. in 2. sezona)
- Stephanie Sigman kot Valeria Vélez, kolumbijska novinarka in Escobarjeva ljubimka, zasnovana na podlagi Virginie Vallejo (1. sezona, ponavljajoči se lik v 2. sezoni)
- Bruno Bichir kot Fernando Duque, Escobarjev odvetnik in njegov predstavnik za stike s kolumbijsko vlado (1. in 2. sezona)
- Raúl Méndez kot César Gaviria, ekonomist, politik in 28. kolumbijski predsednik (1. in 2. sezona)
- Manolo Cardona kot Eduardo Sandoval, namestnik ministra za pravosodje v administraciji predsednika Gavirie, zasnovan na podlagi Eduarda Mendoze[6] (1. in 2. sezona)
- Cristina Umaña kot Judy Moncada, bivša vodilna članica medellínskega kartela, ki je začela voditi konkurenčni kartel, ko ji je Escobar umoril moža; zasnovana na podlagi Dolly Moncade (2. sezona, gostja v 1. sezoni)
- Eric Lange kot Bill Stechner, poveljnik kolumbijske postaje CIA, zasnovan po Williamu Wagnerju[7] (2. in 3. sezona)
- Florencia Lozano kot Claudia Messina, agentka DEE ter nadzorna Murphyju in Peñi (2. sezona)
- Francisco Denis kot Miguel Rodríguez Orejuela, vodilni član kartela Cali in Gilbertov mlajši brat (2. in 3. sezona)
- Pêpê Rapazote kot José »Chepe« Santacruz Londoño, vodilni član kartela Cali, ki v New Yorku nadzoruje delovanje kartela (3. sezona)
- Matias Varela kot Jorge Salcedo Cabrera, vodja varnostne službe kartela Cali (3. sezona)
- Javier Cámara kot Guillermo Pallomari, glavni računovodja kartela Cali (3. sezona)
- Arturo Castro kot David Rodríguez, Miguelov sin (3. sezona)
- Andrea Londo kot María Salazar, žena kolumbijskega mamilarskega kralja, povezanega s kartelom North Valley (3. sezona)
- Kerry Bishé kot Christina Jurado, ameriška žena bankirja, povezanega s kartelom Cali (3. sezona)
- Michael Stahl-David kot Chris Feistl, agent DEE, podrejen Peñi (3. sezona)
- Matt Whelan kot Daniel Van Ness, agent DEE in Feistlov partner (3. sezona)
- José María Yazpik kot Amado Carrillo Fuentes, mehiški preprodajalec drog ter zaveznik Pacha in kartela Cali, poznan kot Gospodar nebes (3. sezona)

### Ponavljajoči se liki
- Luis Guzmán kot Gonzalo Rodríguez Gacha, ustanovni član in bivši vodja medellínskega kartela (1. sezona)
- Juan Pablo Raba kot Gustavo Gaviria, Escobarjev bratranec in eden izmed ustanovnih članov Medellínskega kartela (1. in 2. sezona)
- Juan Riedinger kot Carlos Lehder, León-ov kontakt v ZDA, ki distribuira kokain (1. sezona)
- Richard T. Jones, uslužbenec CIE v Murphyjevi delovni skupini (ponavljajoči lik v 1. sezoni, gost v 2. sezoni)
- Jon-Michael Ecker kot El León oz. Lev, Escobarjev prijatelj iz otroštva, ki postane njegov prvi tihotapec kokaina v Miami in vodja Escobarjevega delovanja v Miamiju, zasnovan po Georgu Jungu (gost v 1. in 2. sezoni)
- Ana de la Reguera kot Elisa Álvarez, sovodja gverilske skupine M-19 (1. sezona)
- Danielle Kennedy kot ambasador Noonan, ameriški ambasador, poslan v Kolumbijo na ukaz Ronalda Reagana (1. sezona)
- Patrick St. Esprit kot polkovnik Lou Wysession, častnik v mornarici in borec proti komunizmu (ponavljajoči lik v 1. sezoni, gost v 2. sezoni)
- Gabriela de la Garza kot Diana Turbay, kolumbijska novinarka, ki jo ugrabi medellínski kartel (1.  sezona)
- Ariel Sierra kot Sureshot, eden izmed Escobarjevih morilcev (ponavljajoči lik v 1. sezoni, gost v 2. sezoni)
- Julián Díaz kot Nelson (»El Negrito« ali »Blackie«) Hernández, član medellínskega kartela, ki je pogosto ob Escobarju; zasnovan po Escobarjevem bližnjem prijatelju Jorgeju »El Negru« Pabónu[8] (1. in 2. sezona)
- Carolina Gaitán kot Marta Ochoa, sestra v družini Ochoa, ki jo ugrabi skupina M-19 (1. sezona)
- Julián Beltrán kot Alberto Suárez, policist kolumbijske državne policije (1. sezona)
- Thaddeus Phillips kot agent Owen, agent CIE v kolumbijski delovni skupini (ponavljajoči lik v 1. sezoni, gost v 2. sezoni)
- Laura Perico kot Marina Ochoa, sestra v družini Ochoa, ki ima afero z Escobarjevim bratrancem Gustavom (1. sezona)
- Vera Mercado kot Ana Gaviria, žena Césarja Gavirie in prva dama Kolumbije (ponavljajoči lik v 1. sezoni, gostja v 2. sezoni)
- Juan Sebastián Calero kot Navegante, nasilen poslovni partner in glavni pomagač kartela Cali   (1.–3. sezona)
- Leynar Gómez kot Jhon »Limón« Burgos, zvodnik in taksist v Medellínu, ki postane eden izmed Escobarjevih morilcev; zasnovan po Alvaru de Jesúsu »El Limón« Agudelu (2. sezona)
- Martina García kot Maritza, Limónova stara prijateljica, ki po spletu okoliščin nehote pomaga Escobarju (2. sezona)
- Brett Cullen kot ambasador Arthur Crosby, bivši častnik mornarice, poslan v Kolumbijo leta 1992 na ukaz Georga H. W. Busha kot zamenjava Noonanu (2. in 3. sezona)
- Konstantin Melikhov kot Edward Jacoby, ameriški obveščevalni uslužbenec, povezan z enoto Centra Spike (2. sezona)
- Germán Jaramillo kot Gustavo de Greiff, kolumbijski generalni tožilec in strasten kritik politike drog predsednika Gavirie (2. sezona)
- Mauricio Cujar kot Diego »Don Berna« Murillo Bejarano (ponavljajoči se lik v 2. sezoni, gost v 3. sezoni)
- Mauricio Mejía kot Carlos Castaño Gil (ponavljajoči se lik v 2. sezoni, gost v 3. sezoni)
- Gustavo Angarita Jr. kot Fidel Castaño (ponavljajoči se lik v 2. sezoni, gost v 3. sezoni)
- Juan Pablo Shuk kot polkovnik Hugo Martínez, naslednik polkovnika Carilla kot poveljnik Search Bloc-a (2. in 3. sezona)
- Raymond Ablack kot agent Neil Stoddard (3. sezona)
- Miguel Ángel Silvestre kot Franklin Jurado (3. sezona)
- Carlos Camacho kot Claudio Salazar (3. sezona)
- Taliana Vargas kot Paola Salcedo (3. sezona)
- Andrés Crespo kot Carlos Córdova (3. sezona)
- Julian Arango kot Orlando Henao Montoya, vodilni član kartela North Valley (3. sezona)
- Gaston Velandia kot Rosso José Serrano, general kolumbijske nacionalne policije (3. sezona)

### Gostujoči liki
- Luis Gnecco kot Cucaracha oz. Ščurek (prej Mateo Moreno), čilski kemik, ki je Escobarju predstavil posel preprodaje kokaina (1. sezona)
- A.J. Buckley kot Kevin Brady, agent DEE in Murphyjev partner (1. sezona)
- Adria Arjona kot Helena Sotomayor, prostitutka iz Bogote ter vohunka za DEO in Search Bloc (1. sezona)
- Rafael Cebrián kot Alejandro Ayala, eden izmed vodij skupine M-19 v Kolumbiji in fant sovodje Elise Álvarez (1. sezona)
- Adan Canto kot Rodrigo Lara Bonilla, kolumbijski odvetnik in politik (1. sezona)
- Dylan Bruno kot Barry Seal, ameriški tihotapec drog, ki dela za medellínski kartel pod vzdevkom McPickle (1. sezona)
- Juan Pablo Espinosa kot Luis Carlos Galán, kolumbijski novinar in politik (1. sezona)
- Alfredo Castro kot Abel Escobar, Pablov oče (2. sezona)
- Tristán Ulloa kot Ernesto Samper, kolumbijski predsednik (3. sezona)
- Gabriel Iglesias kot dominikanski gangster (3. sezona)

## Produkcija
Serija je bila oznanjena aprila 2014 v okviru partnerstva med storitvijo Netflix in studiem Gaumont International Television. Predvideni strošek produkcije prve sezone, ki obsega 10 epizod, je bil okoli 25 milijonov dolarjev. Glavni scenarist je Chris Brancato, režiser pa José Padilha, ki je režiral tudi priznan in komercialno uspešen film  Elitni vod (2007) in njegovo nadaljevanje leta 2010, ki je v Braziliji postal najdonosnejši film. 15. septembra 2017 so poročali, da so iskalca lokacij za oddajo, Carlosa Muñoza Portala, našli umorjenega z več strelnimi ranami v lastnem avtomobilu na blatni cesti v osrednji Mehiki blizu mesta Temascalapa. Predstavnik mehiškega državnega tožilca je povedal, da zaradi odročne lokacije ni bilo prič in da bodo pristojni organi nadaljevali preiskavo. Razmišljajo o možnosti, da bi lahko bile vpletene narkomanske tolpe.

### Uvodna špica in pesem
Serija se prične z naslovnico, iz katere pripovedovalec prebere: »Magični realizem je opredeljen kot pojav, ko zelo podrobno in realistično okolje zavzame nekaj preveč nenavadnega, da bi se temu dalo verjeti. Obstaja razlog, da se je magični realizem rodil v Kolumbiji.«
Uvodna pesem Tuyo je bolero, ki ga je za serijo napisal in skladal brazilski kantavtor Rodrigo Amarante. Pesem je v ozadju uvodne špice, ki jo je ustvaril studio DK Studios pod vodstvom umetniškega direktorja Toma O'Neilla. Slike in posnetki na temo osemdesetih let prejšnjega stoletja prikazujejo preprodajo drog v Kolumbiji in poskuse nadzorovanja s strani ZDA, glamur obdobja, gorate predele Bogote in neprivilegirane soseske v njihovem okolju, lokalne prebivalce, arhivska poročila in nasilje. Iz montaže so izključeni nekateri, ki v njej niso hoteli biti prikazani, vključeni pa so posnetki iz reportaž in slike »Pabla Escobarja s spremstvom, npr. v živalskem vrtu, ki jih je posnel Escobarjev osebni fotograf z vzdevkom El Chino.« O'Neill je povedal, da je produkcijsko ekipo navdihnil slikovni album Jamesa Mollisona The Memory of Pablo Escobar.

### Etimologija
Španski izraz narco (v množini narcos) je krajšava besede narcotraficante, ki pomeni preprodajalec drog. V ZDA okrasni pridevek narc oz. narco pomeni policijski specialist enote za boj proti drogam, kot je npr. agent DEE.

## Ocene kritikov
| Sezona | Rotten Tomatoes    | Metacritic       |
| ------ | ------------------ | ---------------- |
| 1      | 78 % (50 recenzij) | 77 (21 recenzij) |
| 2      | 93 % (28 recenzij) | 76 (13 recenzij) |
| 3      | 97 % (33 recenzij) | 78 (9 recenzij)  |

## Obzgodba
Serija Narcos: Mexico je izšla 16. novembra 2018. Zgodba se vrne v osemdeseta leta prejšnjega stoletja in se odvija v Mehiki v istem filmskem vesolju kot predhodne sezone serije Narcos, ki se osredotoča na Kolumbijo. Kot manjše vloge se vrnejo liki, kot so Amado Carillo (José María Yazpik) in Pablo Escobar (Wagner Moura), predstavljeni pa so tudi novi liki, npr. slavni DEA agent Kiki Camarena (Michael Peña), narkomanski kralj Joaquín "El Chapo" Guzmán (Alejandro Edda) in Miguel Felix-Gallardo (Diego Luna), vodja prvega kartela v Mehiki. Serija prikazuje spor med njimi in predvečer katastrofalne mehiške vojne proti drogam.

## Videoigra
Igra za pametne telefone Narcos: Cartel Wars Unlimited je izšla januarja 2023 za operacijska sistema Android in iOS. Dostopna je ekskluzivno naročnikom storitve Netflix, ki jo lahko igrajo popolnoma brezplačno. Igralec nadzira narkomanskega kralja in vodi svoj kartel.